# Психология личности
Психоло́гия ли́чности — раздел психологии, изучающий личность, её компоненты и различные индивидуальные процессы, любые аспекты душевной жизни, индивидуальные сходства и различия. Исследует и согласовывает картину личности в её взаимосвязях с миром, жизнью, социумом, другими. Психология личности включает в себя как традиционное, так и современное понимание относительно индивидуально-психологических аспектов личности, делает акцент на изучении особенностей её формирования и существования.
Личность стоит в центре внимания современной социологии, философии, психологии, педагогики и других наук. Личность — активное звено общественных отношений, и в отличие от животных, оно наделено сознанием, то есть способностью познавать как и внешний мир, так и свой организм, себя — свою собственную природу — осуществлять самопознание.

## Различные определения понятия личность
- Личность — индивид, субъект общественных отношений, реализующийся в многообразных деятельностях, в течение жизни.(А. Н. Леонтьев).
- Личность — «живой человек из плоти и крови»[1], вплетенный во множество отношений к миру; эпицентр «взрывных» изменений бытия[2]; бытие, переходящее в идеальную форму (С. Л. Рубинштейн).
- Личность — субъект жизни: активный, ответственный, обладающий способностью к временной регуляции жизни и разрешению жизненных противоречий (К.А. Абульханова)
- Личность — общественный индивид, объект и субъект социальных отношений и исторического процесса, проявляющий себя в общении, в деятельности, в поведении (В. А. Ганзен).
- Понятие личности обозначает человеческого индивида как члена общества, обобщает интегрированные в нём социально значимые черты (И. С. Кон).
- Личность — субъект общественного поведения и коммуникации (Б. Г. Ананьев).
- Личность — человек как общественный индивидуум, субъект познания и объективного преобразования мира, разумное существо, обладающее речью и способное к трудовой деятельности (А. В. Петровский).
- Личность — человек как носитель сознания (К. К. Платонов).
- Личность есть формирующаяся в течение жизни совокупность индивидуальных психологических особенностей, которые определяют своеобразное для данного человека отношение к себе, обществу и окружающему миру в целом (Ю. В. Щербатых).
- Личность — это конкретный человек, который является носителем сознания, способный к познанию, переживаниям, преобразованию окружающего мира и строящий определённые отношения с этим миром и с миром других личностей.(М. Н. Щербаков)
- Личность — 1) человек, как субъект социальных отношений и сознательной деятельности; 2) системное качество индивида, определяемое включенностью в социальные связи, которое формируется в совместной деятельности и общении (М. В. Гамезо)

## Теории личности

### Основные направления в психологии личности
- Глубинная психология личности
  - Психоанализ З. Фрейда
  - Индивидуальная психология А. Адлера
  - Гуманистический психоанализ Э. Фромма
  - Психоаналитическая теория невротических конфликтов К. Хорни
  - Аналитическая теория личности К. Г. Юнга
  - Эго-психоанализ Э. Эриксона
  - Трансакционный анализ Э. Берна
- Гуманистическая психология
  - Гуманистическая теория личности А. Маслоу
  - Человеко-центрированный подход К. Роджерса
- Экзистенциальная психология
  - Dasein-анализ Л. Бинсвангера и М. Босса
  - Американская школа экзистенциальной психологии — И. Ялом, Р. Мэй, Дж. Бьюдженталь.
  - Психология поиска и реализации смысла жизни (см. логотерапия) В. Франкла
  - Экзистенциальный анализ А. Лэнгле
- Когнитивное и социально-когнитивное направления в психологии личности
  - Теория личностных конструктов Дж. Келли
  - Социально-когнитивная теория личности А.Бандуры
  - Социально-когнитивная теория личности Дж. Роттер
- Бихевиориальная психология
  - Теория оперантного научения Б. Скиннера
- Диспозициональное направление в теории личности
  - Диспозициональная теория личности Г. Олпорта
  - Структурная теория черт личности Р. Кэттелла
- Психопатология личности
  - Теория психопатологии душевной жизни К. Ясперса
  - Теория личностных акцентуаций К. Леонгарда
  - Патопсихология личности Б. В. Зейгарник
  - Клиническая психология личности П. С. Гуревич

#### Глубинная психология личности
Основной категорией глубинной парадигмы психологии является категория бессознательного, предложенная З. Фрейдом в конце XIX века. В широком значении бессознательным называют огромный пласт душевной жизни личности, не соотнесённый с сознательным «Я» и включающий в себя витальность, психическую энергию, неосознаваемую телесность, инстинктуозные влечения (libido и mortido), нераскрытые потенциалы, вытесненные желания, забытые события и переживания.
З. Фрейд предложил структурную и топографическую модели личности. Структурная модель состоит из компонентов
- Я
- Оно
- Сверх-Я.

«Я» консолидируется в онтогенезе личности из первичного бессознательного психоида и представляет собой инстанцию, в большей степени принадлежащую сфере сознательного. Благодаря «Я» личность обладает способностью к осознанным отношениям с миром, рефлексии, саморегуляции и самодетерминации. Сверх-Я появляется на эдипальной стадии и представляет собой интериоризированные родительские образы, а именно — в аспекте норм и правил социальной жизни.. С т.з. З. Фрейда именно в Сверх-Я заложена бессознательная идея Абсолюта, то есть основы религиозности личности. «Оно» состоит из двух инстинктов — либидо и мортидо и представляет собой первооснову психической жизни личности и чистую энергию, питающую сознательную активность. Идеи о генезе, динамике, взаимоотношениях и противоречиях этих структурных элементов образуют практико-ориентированную модель личности, используемую в современной практике психоанализа.
Топографическая модель личности включает в себя сознательное, предсознательное и бессознательное. В сознательном находятся соотносимые с «Я» содержания индивидуальной жизни. В предсознательном находятся забытые, вытесненные содержания, которые ранее были соотнесены с «Я» и могут быть либо актуализированы усилием Я, либо извлечены методом психоанализа. В отличие от сферы бессознательного, эти содержания уже «известны» сознательному Эго и обладают вербально-знаковыми характеристиками. В свою очередь, бессознательные содержания довербальны, — это чистые влечения, инстинкты, потенции, психическая энергия.
Ещё одной практико-ориентированной моделью З. Фрейда является модель психосексуальной периодизации жизни, в основу которой положена идея о «миграции либидо» по различным зонам тела в процессе онтогенетического развития личности. Основаниями периодизации являются телесные зоны сосредоточения либидозной энергии; основные темы родительского воспитания и социальных взаимодействий личности; типичные и индивидуальные черты личности, формируемые на каждой стадии; успешность прохождения стадий или формирование фиксаций.
Основные методы ортодоксального психоанализа — это метод кушетки, метод свободных ассоциаций, метод толкования сновидений, анализ сопротивления, переноса и контрпереноса.
Классический психоанализ привнес в психологию личности идеи бессознательной детерминации индивидуальной жизни и оказал существенное влияние на культуру самопознания и психогигиены. Кроме того, нельзя не оценить предложенный З. Фрейдом более широкий взгляд на природу сексуальности, как на первичную витальную силу, мощную энергию жизни и творчества, — в оппозицию к обособлению функции воспроизводства рода.
Взгляды К. Юнга на природу бессознательного существенно отличались от понимания бессознательного З. Фрейдом. Согласно К. Юнгу бессознательное включает личное и коллективное бессознательное. В личном бессознательном находятся содержания, схожие с содержания предсознания в теории З. Фрейда. Коллективному бессознательному принадлежат конкретные паттерны восприятий, реагирований, отношений, моделей поведения, которые были закреплены в органических основах психики своими бесчисленными повторениями в опыте человечества.
Архетипы представляют собой системы установок, передающихся по наследству вместе со структурой мозга, являясь её психическим  аспектом. Это «хтоническая» часть души, через которую она связана с природой, миром, землёй.Юнг К.Г. Проблемы души нашего времени
Эти паттерны К. Г. Юнг назвал архетипами и описал основные из них: самость, персона, тень, анима и анимус, мать, отец, ребёнок, герой, трикстер. Архетипические содержания бессознательного констеллируют в значимых ситуациях индивидуальной жизни, и их влияния, как правило, неосознаваемы для личности.
Если вы наблюдаете поведение невротика, то можете видеть его совершающим некоторые поступки по видимости сознательно и целенаправленно. Однако если вы спросите его о них, то обнаружите, что он или не осознает их, или имеет в виду нечто совсем другое. Он слушает и не слышит, он смотрит и не видит, он знает, однако не осознает. Подобные примеры столь часты, что специалист понимает, что бессознательное содержание разума ведёт себя так, как если бы оно было сознательным. В таких случаях никогда нельзя быть уверенным в том, сознательны ли мысль, слова или действия, или нет.Юнг К.Г. Человек и его символы
Архетипы имеют свои эквиваленты в культуре, выраженные в конкретных сюжетах, образах и символах культуры. Так, например, архетип матери представлен в образах Марии, Геи, Афродиты, Медеи, Мачехи; архетипическими сюжетами материнства могут выступать рождение ребёнка, самопожертвование, спасение, опекание ребёнка, или же изгнание, разрушение жизни ребёнка.
Идея об использовании сюжетов и символов культуры как моделей для понимания и интерпретации содержаний индивидуальной жизни легла в основу юнгианского метода, получила своё развитие в современной аналитической психологии и стала одним из оснований культурной парадигмы в психологии личности.

#### Гуманистическая психология
Подход гуманистической психологии в изучении личности в чём-то схож с экзистенциальной психологией. Человек и его существование признаются уникальными, важным пунктом является самосовершенствование и ответственность индивида за свои поступки. Личность человека изучается как нечто целостное, а не поделённое на различные части (эмоции, подсознательное, поведение и т. д.).

#### Экзистенциальная психология
В экзистенциальной психологии акцент делается, во-первых, на уникальность жизни каждого отдельного человека, а во-вторых, отличительной чертой экзистенциального подхода в психологии является смещение внимания с «сущности» на «существование», процесс, осуществляется наблюдение и анализ именно процесса жизни человека.

#### Когнитивно-бихевиоральная психология
В когнитивной психологии личности акцент ставится на различных функциях мышления человека, его восприятии, запоминании и воспроизведении окружающих событий и мира в целом.Дополняют этот подход в изучении личности и бихевиористские концепции, которые ставят во главу угла исключительно фактическое поведение человека, его слова, действия, реакции на внешние раздражители.

### Личность в отечественной психологии XX века
Основы психологических исследований в отечественной психологии были заложены в дореволюционной России А. Ф. Лазурским, В. М. Бехтеревым и М. Я. Басовым.
Среди работ по теории личности в СССР в психологии выделяются работы В. С. Мерлина, Л. С. Выготского, А. Н. Леонтьева, С. Л. Рубинштейна, К.А. Абульхановой, А. В. Петровского, В.А. Петровского, Б. А. Сосновского, А. Г. Ковалёва, В. Н. Мясищева и К. К. Платонова.

#### Концепция личности А. Г. Ковалёва
А. Г. Ковалёв ставит вопрос о целостном духовном облике личности, его происхождении и строении как вопрос о синтезе сложных структур:
- темперамента (структуры природных свойств),
- направленности (система потребностей, интересов, идеалов),
- способностей (система интеллектуальных, волевых и эмоциональных свойств).

Все эти структуры возникают из взаимосвязи психических свойств личности, характеризующих устойчивый, постоянный уровень активности, обеспечивающий наилучшее приспособление индивида к воздействующим раздражителям вследствие наибольшей адекватности их отражения. В процессе деятельности свойства определённым образом связываются друг с другом в соответствии с требованиями деятельности.

#### Концепция личности В. Н. Мясищева
В. Н. Мясищев строит концепцию личности, центральным элементом которой является понятие отношение. Отношение личности — это активная, сознательная, интегральная, избирательная основанная на опыте связь личности с различными сторонами действительности.
В. Н. Мясищев единство личности характеризует: направленностью (доминирующие отношения: к людям, к себе, к предметам внешнего мира), общим уровнем развития (в процессе развития повышается общий уровень развития личности), структурой личности и динамикой нервно-психической реактивностью (имеется в виду не только динамика высшей нервной деятельности (ВНД), но и объективная динамика условий жизни).
С этой точки зрения структура личности — лишь одно из определений её единства и целостности, то есть более частная характеристика личности, интеграционные особенности которой связаны с мотивацией, отношениями и тенденциями личности.

#### Концепция личности К. К. Платонова
Концепция динамической структуры личности (К.К. Платонов). Наиболее общей структурой личности является отнесение всех её особенностей и черт к одной из четырёх групп, образующих 4 основные стороны личности:
1. Социально обусловленные особенности (направленность — желания, стремления, идеалы, мировоззрение, моральные качества).
2. Личный опыт (объем и качество имеющихся ЗУН (знания, умения, навыки) и привычек).
3. Индивидуальные особенности различных психических процессов (внимание, память).
4. Биологически обусловленные особенности (темперамент, задатки, инстинкты и т. п.).

1 и 2 — социально обусловлены, 3 и 4 — генетически обусловлены.
Все 4 стороны личности тесно взаимодействуют друг с другом. Однако, доминирующее влияние всегда остаётся за социальной стороной личности — её мировоззрением, направленностью, потребностями, интересами, идеалами и эстетическими качествами.

#### Концепция личности Ю. В. Щербатых
По Ю. В. Щербатых, понятие личности включает в себя две пары диалектически-противоречивых характеристик, без понимания которых трудно понять данный термин.
1. Личность любого человека представляет собой совокупность индивидуальных и специфичных характеристик (черт), отличающих его от других людей.
2. В то же время, в каждом конкретном обществе личности людей несут общие черты, которые определяются историческими, национальными, политическими или религиозными особенностями конкретной социальной общественности.
3. Личность имеет относительно устойчивую структуру, в которой отдельные черты личности взаимосвязаны между собой в сложную иерархическую систему.
4. Личность человека не является чем-то застывшим и неизменным, а развивается и меняется в процессе индивидуального развития и воздействия на неё внешних обстоятельств.

По Ганзену в структуру личности входит темперамент, направленность, характер и способности.

#### Концепция личности Б. Г. Ананьева
Б. Г. Ананьев считает, что в структуру личности входят такие свойства:
- определённый комплекс коррелируемых свойств индивида (возрастно-половых, нейродинамических, конституционно-биохимических);
- динамика психофизиологических функций и структура органических потребностей, также относимых к индивидным свойствам.
- Высшая интеграция индивидных свойств представлена в темпераменте и задатках;
- статус и социальные функции-роли;
- мотивация поведения и ценностные ориентации;
- структура и динамика отношений.
- личность-естественное проявление бытия определяющее место всякому явлению

### Современные концепции психологии личности
В современной психологии существуют две главные концепции определения личности человека. Первую из них можно назвать объективистской, так как экспериментальным исследованиям подвергаются отдельные составляющие личности человека — эмоции, поведение, потребности, — а человек является лишь объектом влияния каких-либо внешних сил (такая концепция характерна для бихевиоризма и когнитивной психологии). Вторую концепцию психологии личности можно охарактеризовать как субъективистскую, так как в ней декларируется изначальная свобода личности, она изобилует понятиями «индивидуальность», «ответственность» и др. Данная концепция преимущественно характерна для экзистенциальной и гуманистической психологической школы.

## Предмет психологии личности
При определении предмета изучения психологии личности можно столкнуться с некоторыми трудностями, так как личность — это собирательное понятие, включающее в себя несколько проявлений и поэтому данная наука делится ещё на несколько дисциплин, изучающих различные проявления личности. Психология личности подразделяется на психологию эмоций, мотивации, воли и др. В общем можно сказать, что психология личности со всеми её подразделениями изучает эмоции, чувства, мысли, самосознание, ВНД, мотивы, интеллект, социальные роли и иные проявления личности.

## Методы исследования личности
Для исследования личности применяются стандартные методы психологического диагностирования, например:
1. Наблюдение. Это метод исследования личности, характеризующийся невмешательством специалиста в процесс и констатацией и дальнейшим анализом собранных сведений. Различают бытовой метод наблюдения, когда происходит простая констатация увиденных фактов, которые возникают в произвольном и стихийном порядке и научный метод наблюдения, когда полученная информация подвергается дальнейшему глубинному анализу. Последний характерен для психоанализа.
2. Эксперимент. Это метод исследования личности, при котором исследователь активно вмешивается в деятельность испытуемого, создаёт определённые условия, в которых тот будет находиться, чтобы в дальнейшем проанализировать его реакции и поведение.[12]
3. Метод беседы. При таком методе испытуемый сам даёт отчёт о своих проявлениях личности — эмоциях, переживаниях, мыслях. В данном методе ключевую роль играют те вопросы, которые задаёт испытуемому исследователь. В дальнейшем полученные сведения об индивиде подвергаются анализу.
4. Опросники. Данный метод обычно применяется для выявления у индивида тех или иных личностных черт. Опросники бывают одномерные (когда изучается одна определённая черта, например, уровень агрессии) и многомерные, когда изучается целый спектр определённых черт. Опросники включают в себя шкалу, которая отражает склонность индивида к появлению тех или иных черт.
5. Проективные методы. Это целая группа методов исследования личности, в различных версиях которых испытуемым предлагается реагировать на те или иные раздражители: интерпретировать картинки, описывать своё эмоциональное состояние в той или иной смоделированной ситуации.[13]